# Kernkraftwerk Tomari
Das Kernkraftwerk Tomari (jap. 泊発電所, Tomari hatsudensho), beim Ort Tomari im Landkreis Furuu in der japanischen Präfektur Hokkaidō gelegen, ist das einzige Kernkraftwerk auf Hokkaidō. Auf der Insel wohnen etwa 5,5 Millionen Menschen. Die Anlage auf ihrem 1,35 km2 großen Betriebsgelände gehört der Hokkaidō Denryoku.
Die Anlage hat drei Kernreaktoren von Mitsubishi.

## Zwischenfälle und Unfälle

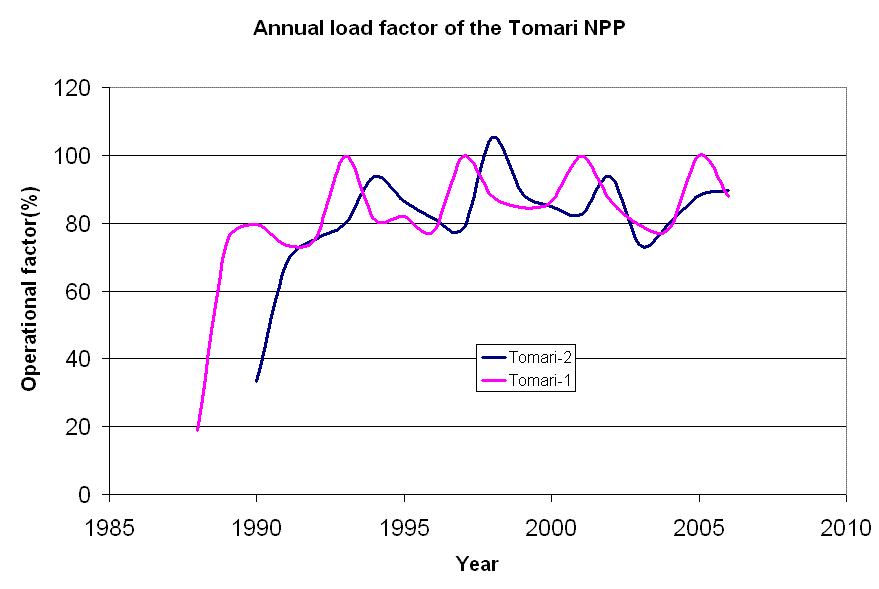
Stromproduktion der Blöcke 1 und 2 des Kernkraftwerks von Inbetriebnahme bis 2007

1995 wurden einige Arbeiter schwer verletzt, als ein Tank mit radioaktivem Abfall Feuer fing.
Am 17. August 2000 fiel ein Arbeiter im Bereich für radioaktive Abfälle in eine Auffangwanne. Er starb später im Krankenhaus. Trotz Dekontamination trug der Arbeiter noch im Krankenwagen kontaminierte Kleidung, weder Krankenwagenfahrer noch Klinikpersonal waren informiert und daher unvorbereitet.
Im September 2003 lief Kühlwasser aus dem Primärkreislauf von Tomari-2 aus.
Im Mai 2005 wurden einige Personen verhaftet, nachdem sie den 2,5 m hohen Sicherheitszaun überstiegen hatten, um Bambussprossen zu schneiden.
Durch einen Computervirus gelangten im Juni 2005 Pläne und Daten vom PC eines Mitsubishi-Mitarbeiters ins Internet. Dazu gehörten auch Pläne der Kernkraftwerke Tomari und Sendai, ähnliches passierte auch einem Mitarbeiter der Nuclear and Industrial Safety Agency, der japanischen Atomaufsichtsbehörde.

## Nach Fukushima
Seit der Nuklearkatastrophe von Fukushima sparen die Japaner massiv Strom, um vorsichtshalber – man befürchtet weitere Beben – möglichst viele Kernreaktoren abgeschaltet lassen zu können.
Reaktor 1 in Tomari wurde am 20. April 2011 wegen „regular maintenance“ (planmäßiger Wartungsarbeiten) abgeschaltet; Reaktor 2 am 26. August 2011.
Nachdem im März 2012 der vorletzte noch laufende Kernreaktor planmäßig vom Netz gegangen war, befand sich nur noch ein einziger Kernreaktor in Japan in Betrieb: der Reaktor 3 im KKW Tomari.
Am 5. Mai 2012 ging Tomari-3 als letzter Kernreaktor Japans nach der Atomkatastrophe in Fukushima wegen mehrmonatiger Wartungsarbeiten vorübergehend vom Netz. Damit musste Japan zum ersten Mal seit 42 Jahren vollständig ohne Kernenergie auskommen.
Der Betreiber beantragte am 8. Juli 2013 bei der Aufsichtsbehörde NRA die Wiederinbetriebnahme der Einheiten Tomari-1, -2 und -3.
Die japanische Atomaufsichtsbehörde stellte im Rahmen der fortdauernden Inspektion fest, dass das Notkühl-System des Kernkraftwerks Tomari nicht den neuen Anforderungen entspricht. Der Konzern Hokkaido Electric kündigte daher zusätzliche umfangreiche Maßnahmen an. Aufgrund dieser Umstände soll sich die Inbetriebnahme des Kraftwerks „deutlich“ verzögern.
Im September 2018 kam es durch ein Erdbeben zur Unterbrechung der externen Stromversorgung, daher musste das Abklingbecken mit dieselbetriebenen Notstromaggregaten gekühlt werden. Radioaktivität wurde nicht freigesetzt.
Die Nachrichtenagentur Reuters bewertete ein Wiederanfahren aller drei Blöcke der Anlage im Jahr 2014 noch als „wahrscheinlich“. Ende Oktober 2018 befand sie, dass ein Wiederanfahren von Block 3 „ungewiss“ sei, von Block 1 und 2 „unwahrscheinlich“. Hokkaidō Denryoku gibt an, man habe etwa 200 Mrd. Yen (ca. 1,75 Mrd. US-Dollar) in die Umrüstung des Kraftwerks investiert. Es wurde ein Tsunamischutzwall errichtet, der nach dem letzten Erdbeben möglicherweise schadhaft ist und erneuert werden muss. Zudem fokussieren sich Untersuchungen der japanischen Atomaufsicht auf eine mögliche aktive Verwerfung, die direkt unter den Reaktorgebäuden verläuft. Es sei nicht auszuschließen, dass das Erdbeben vom September 2018 das Urteil der Atomaufsicht hinsichtlich eines Wiedereinfahrens der Anlage beeinflussen wird.

## Daten der Reaktorblöcke
Das Kernkraftwerk Tomari hat drei Blöcke:
| Reaktorblock | Reaktortyp         | Netto- leistung | Brutto- leistung | Baubeginn  | Netzsyn- chronisation | Kommer- zieller Betrieb | Abschal- tung                     |
| ------------ | ------------------ | --------------- | ---------------- | ---------- | --------------------- | ----------------------- | --------------------------------- |
| Tomari-1     | Druckwasserreaktor | 550 MW          | 575 MW           | 12.07.1985 | 06.12.1988            | 22.06.1989              | Seit 4/2011 im Langzeitstillstand |
| Tomari-2     | Druckwasserreaktor | 550 MW          | 575 MW           | 08.05.1986 | 27.08.1990            | 12.04.1991              | Seit 8/2011 im Langzeitstillstand |
| Tomari-3     | Druckwasserreaktor | 866 MW          | 912 MW           | 18.11.2004 | 10.12.2009            | 10.12.2009              | Seit 5/2012 im Langzeitstillstand |